# Muramvya
Muramvya – miasto w Burundi, stolica prowincji Muramvya; 18 800 mieszkańców (2006). Przemysł spożywczy, włókienniczy.
W okresie przedkolonialnym w Muramvya znajdowała się siedziba władców królestwa Burundi.